# نورتهمپون، استرالیای غربی
نورتهمپون (به انگلیسی: Northampton) یک شهرک در استرالیا است که در استرالیای غربی واقع شده‌است.